# Une bonne pour monsieur, un domestique pour madame
Pour plus de détails, voir Fiche technique et Distribution.
Une bonne pour monsieur, un domestique pour madame est un film muet français réalisé par Lucien Nonguet, sorti en 1910.

## Fiche technique
- Titre : Une bonne pour monsieur, un domestique pour madame
- Titre anglophone (Royaume-Uni) : Servants and Masters
- Réalisation : Lucien Nonguet
- Scénario : Max Linder
- Producteur :
- Société de production : Pathé Frères
- Société de distribution : Pathé Frères
- Pays d'origine :  France
- Langue : film muet avec les intertitres en français
- Métrage : 150 mètres
- Format : Noir et blanc — 35 mm — 1,33:1 — Muet
- Genre : Comédie
- Durée : 5 minutes
- Dates de sortie : 
  -  France : 11 mars 1910

## Distribution
- Max Linder : Le domestique
- Jacques Vandenne : Le patron
- Meg Villars : La bonne
- Lucy Blémont : La patronne
- André Urban